# Heidrun Bründel
Heidrun Bründel (* 1944 in Bad Polzin) ist eine deutsche Diplom-Psychologin, Schulpsychologin, Notfallpsychologin und Sachbuchautorin.

## Werdegang
Bründel studierte zunächst Geschichtswissenschaft und Romanistik an den Universitäten Göttingen und Université de Clermont-Ferrand und war danach als Lehrerin der Sekundarstufe I in Niedersachsen tätig. Von 1972 bis 1976 studierte sie Psychologie an den Universitäten Genf (Schweiz), Göttingen und Aachen.
Von 1976 bis 1978 war sie als Gastpsychologin im Schulpsychologischen Dienst der Stadt Aachen tätig und von 1978 bis 1980 hauptamtlich in der Kinderabteilung des Bethlehem-Krankenhauses in Stolberg bei Aachen. Von 1980 bis 2009 arbeitete sie in der Bildungs- und Schulberatung des Kreises Gütersloh. Seit dieser Zeit arbeitet sie eng mit Klaus Hurrelmann zusammen. Im Jahr 1992 wurde sie von ihm mit einer Arbeit zur Jugendsuizidalität an der Universität Bielefeld zum Dr. phil. promoviert und nahm dort anschließend Lehraufträge zu den Themen Suizid und Gewalt wahr.
Heidrun Bründel ist Mitglied im Berufsverband Deutscher Psychologinnen und Psychologen e.V. (BdP) und war 2010 Herausgeberin des Sonderheftes SchulVerwaltung Spezial zum Thema Mobbing.
Im Auftrag des Bundesministeriums für Bildung und Forschung verfasste Bründel im Jahre 2010 eine Expertise zum Wissensstand Sexueller Missbrauch. Lehrer als Täter und Schüler als Opfer. Noch im selben Jahr wurde sie in die Arbeitsgruppe III Forschung, Lehre und Ausbildung des Runden Tisches Sexueller Kindesmissbrauch in Abhängigkeits- und Machtverhältnissen in privaten und öffentlichen Einrichtungen und im familiären Bereich des Bundesministeriums für Bildung und Forschung berufen.

## Arbeitsgebiete
Seit 2009 ist sie freiberuflich in der Politikberatung zu den Themen sexuelle Gewalt und sexueller Missbrauch tätig sowie in der Fortbildung von Schulleitern, Lehrern und Erziehern zu den Themen: Unterrichtsstörungen, Mobbing, Gewalt an Schulen, Suizidprävention und Amokprävention.

## Schriften (Auswahl)

### Monographien und Herausgeberschaften
- Sexuelle Gewalt in schulischen Institutionen. Verlag für Polizeiwissenschaft, Frankfurt a. M. 2011, ISBN 978-3-86676-172-8.
- Amok und Suizid – eine unheilvolle Allianz. Verlag für Polizeiwissenschaft, Frankfurt a. M. 2011, ISBN 978-3-86676-156-8.
- Fit für den Schulalltag. Psychosoziale Grundvoraussetzungen im Lehrerberuf. (zusammen mit Klaus-Heinrich Bründel). Carl Link, Köln 2010, ISBN 978-3-556-02254-2.
- NEIN zum Mobbing. In: SchulVerwaltung spezial. Zeitschrift für Schulleitung und Schulaufsicht. Jg. 12, Heft 2, 2010, ISSN 1438-1907.
- Tatort Schule. Gewaltprävention und Krisenmanagement an Schulen. Luchterhand, Köln 2009, ISBN 978-3-472-07612-4.
- Die Trainingsraum-Methode: Klare Regeln – Klare Konsequenzen. (zusammen mit Erika Simon). 2. Aufl. Beltz, Weinheim 2007, ISBN 978-3-407-62597-7.
- Jugendsuizidalität und Salutogenese. Hilfe und Unterstützung für suizidgefährdete Jugendliche. Kohlhammer, Stuttgart 2004, ISBN 3-17-018378-8.
- Gewalt macht Schule. Wie gehen wir mit aggressiven Kindern um? (zusammen mit Klaus Hurrelmann). Droemer Knaur, München 1994, ISBN 3-426-26812-4.
- Suizidpräventionsprogramme in der Schule. In: Informationen für Schulpsychologen. Heft 39. Hrsg. vom Landesinstitut für Schule und Weiterbildung, Soest 1994.
- Suizidpräventionsprogramme in der Schule. Eine Unterrichtseinheit zur Krisenintervention und Prävention für Schülerinnen und Schüler der Sekundarstufe 1 und 2. In: Informationen zur Schulberatung. Heft 20. Hrsg. vom Landesinstitut für Schule und Weiterbildung, Soest 1994.
- Suizidgefährdete Jugendliche. Theoretische und empirische Grundlagen für Früherkennung, Diagnostik und Prävention. Juventa, Weinheim 1993, ISBN 3-7799-1151-5.
- Einführung in die Kindheitsforschung. (zusammen mit Klaus Hurrelmann). Beltz, Weinheim 1996, ISBN 3-407-25170-X.
- Konkurrenz, Karriere, Kollaps. Männerforschung und der Abschied vom Mythos Mann. (zusammen mit Klaus Hurrelmann). Kohlhammer, Stuttgart 1999, ISBN 3-17-015902-X.
- Klaus Hurrelmann: Gewalt an Schulen. Pädagogische Antworten auf eine soziale Krise. (zusammen mit Heidrun Bründel). Beltz, Weinheim/Basel 2007, ISBN 978-3-407-22184-1.
- Klaus Hurrelmann: Einführung in die Kindheitsforschung. (zusammen mit Heidrun Bründel), 2. vollst. überarb. Aufl. Beltz, Weinheim/Basel 2003, ISBN 3-407-25282-X.
- Klaus Hurrelmann: Drogengebrauch und Drogenmissbrauch – Eine Gratwanderung zwischen Sucht und Abhängigkeit. (zusammen mit Heidrun Bründel). Wissenschaftliche Buchgesellschaft, Darmstadt 1997, ISBN 3-89678-034-4.

### Aufsätze
- Gewalt gegen Lehrerinnen und Lehrer. In: SchulVerwaltung. Zeitschrift für Schulleitung und Schulaufsicht. Jg. 22, Heft 1, 2011, ISSN 1865-2050, S. 4–6.
- Suizid im Jugendalter. In: J. Raithel (Hrsg.): Risikoverhaltensweisen Jugendlicher. Formen, Erklärungen und Prävention. Leske + Budrich, Opladen 2001, ISBN 3-8100-2849-5, S. 249–264.
- Die Stärkung der Eigenverantwortlichkeit bei Grundschülerinnen und -schülern. In: U. Itze, H. Ulonska, Ch. Bartsch (Hrsg.): Problemsituationen in der Grundschule. Klinkhardt, Bad Heilbrunn 2002, ISBN 3-7815-1193-6, S. 308–325.
- Gewalt. In: J. Fengler (Hrsg.): Handbuch der Suchtprävention. Ecomed, Landsberg 2002, ISBN 3-609-51980-0, S. 199–203.
- Suizid bei Kindern und Jugendlichen. In: Unsere Jugend. Die Zeitschrift für Studium und Praxis der Sozialpädagogik. Jg. 55, Heft I, 2003, ISSN 0342-5258, S. 37–46.
- Die Trainingsraum-Methode: Stärkung des Verantwortungsbewusstseins von Schülerinnen und Schülern – Stressfreier Unterricht für Lehrerinnen und Lehrer. In: W. Melzer, H.-D. Schwind (Hrsg.): Gewaltprävention in der Schule. Grundlagen – Praxismodelle – Perspektiven. Nomos, Baden-Baden 2004, ISBN 3-8329-0645-2, S. 139–152.
- Klassenführung, Unterrichtsstörungen, Regeln, Verantwortung und Disziplin. In: Th. Fleischer u. a. (Hrsg.): Handbuch Schulpsychologie. Kohlhammer, Stuttgart 2007, ISBN 978-3-17-018643-9, S. 238–244.
- Das Trainingsraumkonzept. In: A. Schröder, H. Rademacher, A. Merkle (Hrsg.): Handbuch Konflikt- und Gewaltpädagogik. Wochenschauverlag, Schwalbach 2008, ISBN 978-3-89974-311-1, S. 161–172.
- Gewalt. In: Reinhold Christiani, Klaus Metzger (Hrsg.): Taschenlexikon Grundschulpraxis. Cornelsen Scriptor, Berlin 2008, ISBN 978-3-589-05133-5, S. 66–67.
- Bewältigungsstrategien deutscher und ausländischer Jugendlicher. Eine Pilotstudie. (zusammen mit Klaus Hurrelmann), In: Zeitschrift für Sozialisationsforschung und Erziehungssoziologie. Jg. 14, Heft 1, 1994, ISSN 0720-4361, S. 2–19.